# La Crucifixion (Mantegna)
Pour les articles homonymes, voir Crucifixion (homonymie).
La Crucifixion est un tableau du peintre italien Andrea Mantegna réalisé en 1456-1459. Cette tempera sur panneau de bois de peuplier représente la crucifixion de Jésus-Christ avec de nombreux personnages et plusieurs chevaux au pied des trois croix. Élément central de la prédelle du retable de San Zeno commandé par Gregorio Correr pour le maître-autel de la basilique San Zeno de Vérone, elle est aujourd'hui conservée au musée du Louvre, à Paris, en France.